# Social status
Social status er et begreb, der beskriver, hvilken værdi ens tilstedeværelse har baseret på faktorer som indkomst, uddannelse, erhverv, magt, slægt m.v.
Status hierarkier er et universelt fænomen, der findes i menneskelige samfund jorden rundt. Fælles for dem er, at de er afhængige af statussymboler som fx ejendele, skønhed, høj uddannelse eller andre velansete træk. Verbal status kan udtrykkes via kontrollerende adfærd, som eksempelvis karisma og dominerende kropssprog.
Man bruger et status hierarki til at allokere ressourcer, fordele lederroller og andre magtpositioner. Når man gør det, retfærdiggør man en ulige fordeling af ressourcer og magt, og støtter en systematisk klasseinddeling.